# العلاقات الباربادوسية الطاجيكستانية
العلاقات الباربادوسية الطاجيكستانية هي العلاقات الثنائية التي تجمع بين باربادوس وطاجيكستان.

## مقارنة بين البلدين
هذه مقارنة عامة ومرجعية للدولتين:
| وجه المقارنة                                              | باربادوس       | طاجيكستان                          |
| --------------------------------------------------------- | -------------- | ---------------------------------- |
| المساحة (كم2)                                             | 439            | 143.10 ألف                         |
| عدد السكان (نسمة)                                         | 285.72 ألف     | 8.92 مليون                         |
| الكثافة السكانية (ن./كم²)                                 | 65.08 ألف      | 62.33                              |
| العاصمة                                                   | بريدج تاون     | دوشنبه                             |
| اللغة الرسمية                                             | لغة إنجليزية   | اللغة الطاجيكية                    |
| العملة                                                    | دولار بربادوسي | ساماني طاجيكي، الروبل الطاجيكستاني |
| الناتج المحلي الإجمالي (بليون دولار)                      | 4.80 مليار     | 7.15 مليار                         |
| الناتج المحلي الإجمالي (تعادل القوة الشرائية) بليون دولار | 4.66 مليار     | 24.03 مليار                        |
| الناتج المحلي الإجمالي الاسمي للفرد دولار أمريكي          | 15.43 ألف      | 925                                |
| الناتج المحلي الإجمالي للفرد دولار أمريكي                 | 16.06 ألف      | 2.69 ألف                           |
| مؤشر التنمية البشرية                                      | 0.795          | 0.624                              |
| رمز المكالمات الدولي                                      | +1246          | +992                               |
| رمز الإنترنت                                              | .bb            | .tj                                |
| المنطقة الزمنية                                           | 00             | ت ع م+05:00                        |

## منظمات دولية مشتركة
يشترك البلدان في عضوية مجموعة من المنظمات الدولية، منها:
| علم المنظمة | اسم المنظمة                        | تاريخ انضمام باربادوس | تاريخ انضمام طاجيكستان |
| ----------- | ---------------------------------- | --------------------- | ---------------------- |
|             | مؤسسة التنمية الدولية              | 29 سبتمبر 1999        | 4 يونيو 1993           |
|             | مؤسسة التمويل الدولية              | 25 يونيو 1980         | 2 ديسمبر 1994          |
|             | منظمة حظر الأسلحة الكيميائية       | ?                     | ?                      |
|             | الأمم المتحدة                      | 9 ديسمبر 1966         | 2 مارس 1992            |
|             | الاتحاد الدولي للاتصالات           | 16 أغسطس 1967         | 28 أبريل 1994          |
|             | منظمة الشرطة الجنائية الدولية      | ?                     | ?                      |
|             | البنك الدولي للإنشاء والتعمير      | 12 سبتمبر 1974        | 4 يونيو 1993           |
|             | الاتحاد البريدي العالمي            | ?                     | ?                      |
|             | وكالة ضمان الاستثمار متعدد الأطراف | 12 أبريل 1988         | 9 ديسمبر 2002          |
|             | يونسكو                             | 24 أكتوبر 1968        | 6 أبريل 1993           |

## وصلات خارجية
- موقع وزارة الخارجية الباربادوسية